# Лилиенфельд, Карл-Густав
Ка́рл-Гу́став фон Лилиенфе́льд младший (нем. Karl-Gustav von Lilienfelda; 1711, Ревель — 12 [23] апреля 1759, Томск) — барон, камергер при российском императорском Дворе.

## Биография
Родился в 1711 году. Происходил из старинного дворянского рода — сын потомка шведских дворян, барона, капитана шведской армии Карла Густава фон Лилиенфельда (старшего), который был женат на потомственной дворянке из Ревеля Гертруды  фон Розенкрон (Gertruda Sofia von Rosencron).

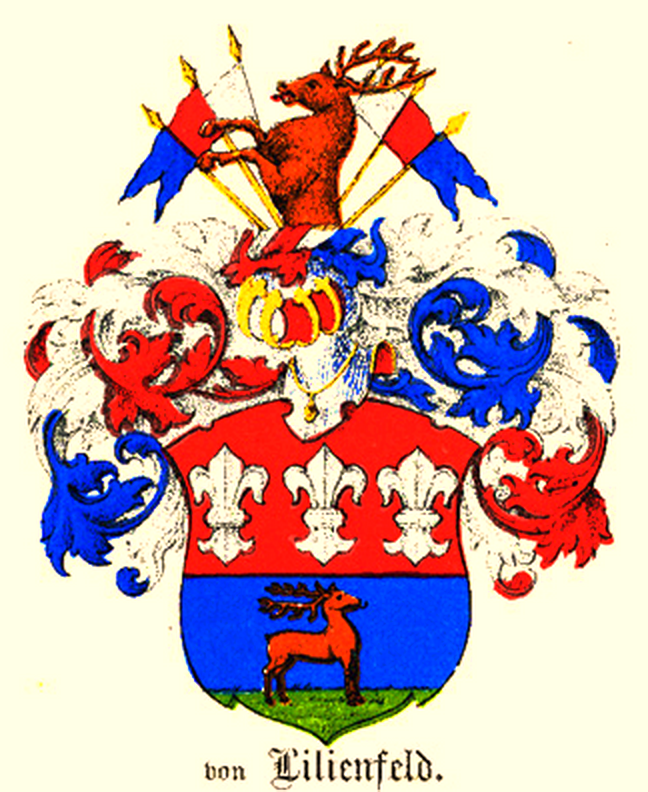
Фамильный герб баронов Лилиенфельд

В 1733 году вместе с младшим братом Яковом-Генрихом поступил на службу в дворянский кадетский корпус в Санкт-Петербурге. Невзирая на молодость, братья, как офицеры русской армии при императорском Дворе, выполняли многие военные и дипломатические (в том числе деликатные) поручения императрицы Анны Иоанновны.
В 1741 году Карл-Густав женился на царской фрейлине, 17-летней княжне Софии Васильевне Одо́евской. Спустя два года, в 1743 году его супруга была обвинена в замышлении заговора против новой российской императрицы Елизаветы Петровны по «Делу Лопухиной». Карл-Густав и его брат Якоб-Генрих Лилиенфельды в течение месяца с начала следствия находились в тюрьме и были признаны невиновными. Однако, поскольку Карл-Густав не принял предложения отречься от виновной супруги, которая была на последнем сроке беременности, он был отправлен с ней в сибирскую ссылку. После наказания плетьми (публичная порка на площади) после рождения ребёнка семья Лилиенфельдов была отправлена на поселение в Томск.
В ссылке барон не выдержал испытания Сибирью и умер в 1759 году. Похоронен в Томске. 
Баронесса София Лилиенфельд в 1762 году (через три года после смерти мужа) получила полное прощение от новой российской императрицы Екатерины II и вернулась в Москву.

### Упоминания в искусстве
В своей повести «Корона скифа» томский писатель Борис Климычев упоминает историю Карла и Софии (в повести она называется Софьей) и показывает особое благородство Карла, который добровольно решил разделить со своей супругой наказание императрицы Елизаветы Первой. Ведь по «делу о заговорщиках» дознание не нашло его виновности, а отречение от беременной жены могло бы позволить ему продолжать карьеру при царском дворе.
Хитросплетения «Лопухинского дела» в советское время перенесены на телеэкран в виде приключенческого многосерийного художественного фильма «Гардемарины, вперёд!» (режиссёр Светлана Дружинина, 1987).